# Pediobius aeneus
Pediobius aeneus är en stekelart som först beskrevs av Girault 1913.  Pediobius aeneus ingår i släktet Pediobius och familjen finglanssteklar. Inga underarter finns listade i Catalogue of Life.